# Чаша (Буринський район)
Ча́ша, — колишнє село в Україні, у Буринському районі Сумської області. Підпорядковувалось Михайлівській сільській раді.
1930 року в Чаші створено колгосп ім. Воровського, в якому об'єднано 190 селянських господарств. Село постраждало внаслідок геноциду українського народу, проведеного урядом СРСР у 1932–1933 роках, перед війною у 1939—1940 роках та після війни у 1946–1947 роках, встановлено смерті не менше 13 людей.
Село Чаша стоїть на берегах однойменної річки у її початку по обох рукавах, тому село умовно поділяється на дві частини під назвами «Стара Чаша» та «Нова Чаша». У витоків річки Чаша є острівець, що має народну назву «Курник» за велику кількість усілякої живності, як то гуси, качки, кури.
Протягом 1967—1971 років приєднане до села Михайлівка.
Уродженкою села є Чевгуз Парасковія Сергіївна — Герой Соціалістичної Праці.